# José B. Terceiro
José Buenaventura Terceiro Lomba (Santiago de Compostela, La Coruña, 1943) es un economista español, catedrático de Economía Aplicada de la Universidad Complutense de Madrid y miembro de la Real Academia Española (RAE).

## Biografía
Hermano de Jaime Terceiro, fue elegido para el sillón (f) de la RAE el 14 de junio de 2012, tomó posesión del mismo el 18 de noviembre de 2012 con un discurso titulado «Entorno institucional económico», que fue respondido por Juan Luis Cebrián, también uno de los que le presentaron junto a Francisco Rodríguez Adrados y Luis Goytisolo.